# Бершадский, Юлий Рафаилович
Ю́лий (Ду́вид-Йо́ил) Рафаи́лович Бе́ршадский (9 (21) января 1869, Тирасполь, Херсонская губерния — 27 сентября 1956, Свердловск) — русский и советский живописец и педагог, профессор (1935), заслуженный деятель искусств УССР (1941).

## Биография
Родился в уездном городе Тирасполь Херсонской губернии в бедной еврейской семье. Учился в хедере, народной школе и уездном четырёхклассном училище.
При поддержке старшего брата Хаима-Ицека поселился в Одессе на Молдаванке и учился в рисовальной школе Одесского общества изящных искусств (1886—1893) у К. К. Костанди, Г. А. Ладыженского и А. А. Попова.
С 1892 года — постоянный участник выставок Товарищества южнорусских художников (ТЮРХ). Ранние жанровые произведения 1890-х годов («Вдовство», «В хозяйстве», «Варка варенья») близки творчеству поздних передвижников.
В 1895 году поступил в Императорскую Академию Художеств в Санкт-Петербурге, в мастерскую И. Е. Репина, его учителями-наставниками были также И. И. Шишкин, П. О. Ковалевский и Н. Д. Кузнецов. По манере письма, технике исполнения Репин считал Бершадского своим учеником. Заметив среди студенческих работ портрет архитектора Шварцмана, написанный Бершадским, он настоял на том, чтобы портрет повесили среди работ его учеников.
В 1899 году закончил Академию, выполнив картину «Базар на юге». Картина получила высокую оценку на выставке и была отмечена в многочисленных рецензиях печати того времени. Совет Академии наметил приобретение конкурсной картины «Базар на юге», что обеспечило бы для Бершадского заграничную поездку. Однако, на выставке картина была неожиданно приобретена частным коллекционером, несмотря на высокую цену, назначенную художником.

По окончании Академии Художеств жил и работал в Одессе. В 1907—1928 годах преподавал в организованной им в Одессе художественной студии, затем в художественной школе. Среди его учеников — И. М. Гурвич, Я. Н. Аптер, А. М. Глускин, Г. С. Бершадский (1895—1963), А. М. Харьковский (1911—1995), Е. Б. Ладыженский, И. Л. Кац, А. С. Гавдзинский, И. Х. Гринштейн, Г. И. Цейтлин и другие. 

Группа уральских художников. В первом ряду в центре (четвёртый слева) — Ю. Р. Бершадский, 1940-e гг.

В 1928—1934 годах преподавал в Одесском художественном институте (в 1934—1941 годах — Одесское художественное училище). С 1935 года — профессор, с 1941 года — заслуженный деятель искусств Украинской ССР.
С началом Великой Отечественной войны эвакуирован в Свердловск. Создал серию портретов, в том числе академика Л. Д. Шевякова (1943), дирижёра М. И. Павермана, писателя П. П. Бажова (1943), архитектора К. Т. Бабыкина, «Автопортрет» (1954).
С 1946 по 1952 год преподавал в Уральском политехническом институте, будучи зачисленным на кафедру архитектуры в рисовальный кабинет.
Жанровый выбор Юлия Рафаиловича остановился, в первую очередь, на портрете и бытовом жанре. С самого начала своего творческого пути художник был и оставался реалистом. Черты, характерные для картин Бершадского — это светлые тона, детальное письмо, чёткая и простая композиция.
Работы Юлия Бершадского находятся в Одесском художественном музее, Музее украинского изобразительного искусства в Киеве, Музее художников Екатеринбурга, в Екатеринбургской галерее современного искусства, в частных коллекциях в России и за рубежом.
Скончался 26 сентября 1956 года в Свердловске. Похоронен на Ивановском кладбище Екатеринбурга.

## Семья

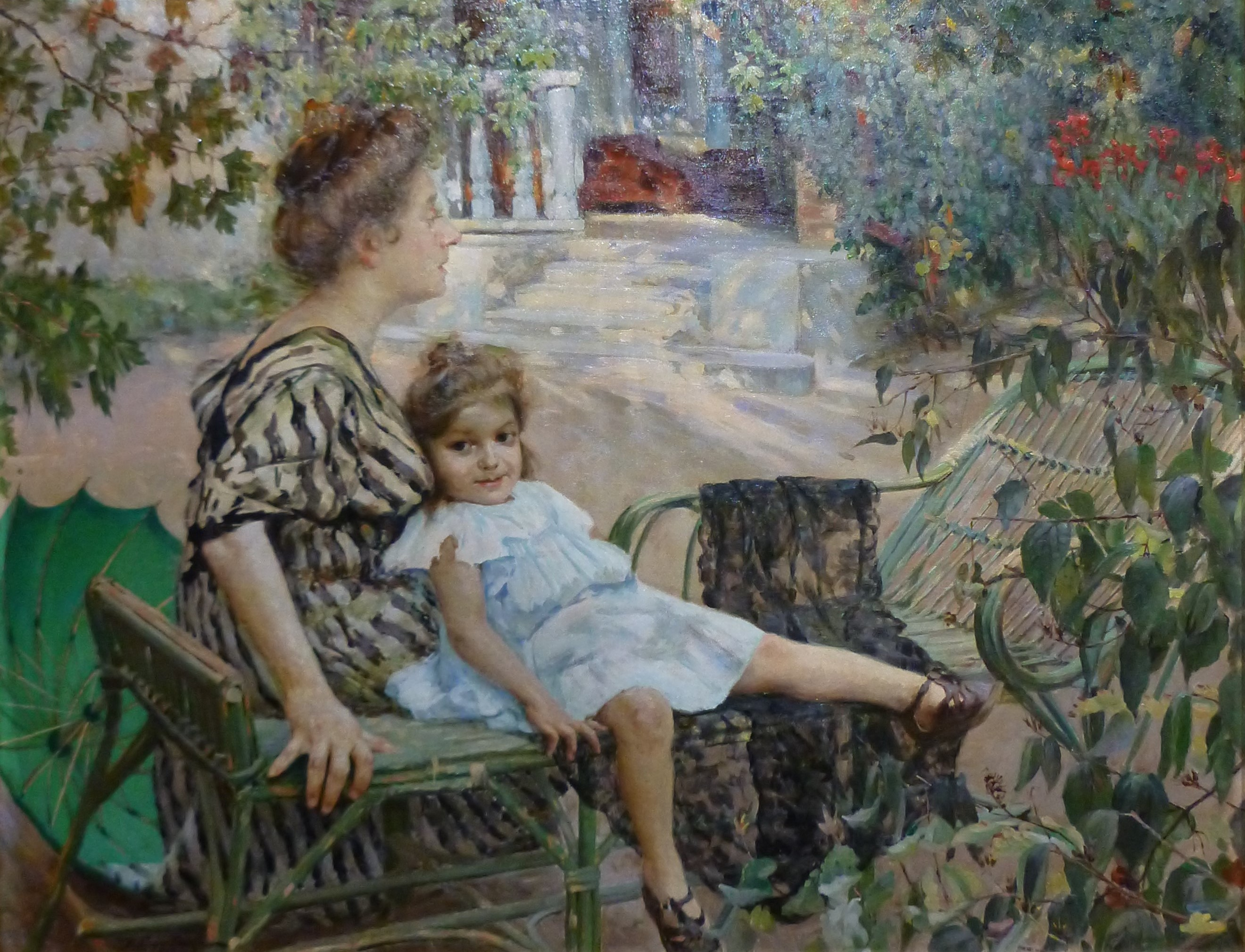
Портрет жены Дины и дочери Анны, Юлий Бершадский, 1910 год

- Жена (с 12 апреля 1906 года)[6] — Дуня Лувишевна (Дина Львовна) Бершадская (урождённая Шварцман, 1881—1958)[7], дочь варшавского мещанина.
  - Дочь — Анна Юльевна Бершадская-Столяр (12 февраля 1907, Одесса[8] — 1970), художница.
  - Сын — Филипп Юльевич Бершадский (при рождении Рафаэль Дувид-Йоилович; 22 мая 1909—1989)[9], архитектор, директор мастерской сельского строительства Мособлпроекта.
  - Дочь — Гедда Юльевна Бершадская (1910—1981), юрист.